# DC Суперјунакиње (ТВ серија)
DC Суперјунакиње (енгл. DC Super Hero Girls) америчка је суперхеројска анимирана телевизијска серија, издавача Лорен Фауст и продуцента Warner Bros. Animation-а за Cartoon Network. Темељена на истоименој веб-серији и франшизи, премијера серије била је 8. марта 2019. године са једносатним специјалом. Српска премијера била је 17. септембра 2021. године на HBO Go-у.
Серија прати авантуре тинејџерских верзија Чудесне Жене, Бетгерл, Бамблби, Супергерл, Зелене Фењер и Затане које су ученице средње школе у Метрополису.

## Радња
Свет их зна као Чудесне Жене, Супергерл и Бетгерл, али ове тинејџерке морају да се суоче са још много ствари осим што штите грађане Метрополиса. Бити тинејџер је довољно тешко, али са супермоћма и тајним идентитетима, све је још теже.

## Улоге
| Улога                       | Оригинални глас  | Српски глас         |
| DC Суперјунакиње            | DC Суперјунакиње | DC Суперјунакиње    |
| --------------------------- | ---------------- | ------------------- |
| Дајана Принс / Чудесна Жена | Греј Делајл      | Сања Поповић        |
| Барбара Гордон / Бетгерл    | Тара Стронг      | Ивана Тењовић       |
| Кара Данверс / Супергерл    | Никол Саливан    | Наташа Поповић      |
| Зи Затара / Затана          | Кари Валгрен     | Ивона Рамбосек      |
| Карен Бичер / Бамблби       | Кимберли Брукс   | Софија Јуричан      |
| Џесика Круз / Зелени Фењер  | Мирна Веласко    | Михаела Стаменковић |
| Мали титани                 |                  |                     |
| Робин                       | Кит Фергусон     | Лако Николић        |
| Киборг                      | Фил Ламар        | Милан Тубић         |
| Старфајер                   | Греј Делајл      | Милена Моравчевић   |
| Рејвен                      | Тара Стронг      | Ања Орељ            |
| Бистбој                     | Кари Валгрен     | Лако Николић        |

## Епизоде
| Сезона | Сезона | Епизоде | Оригинално емитовање | Оригинално емитовање | Оригинални емитер | Српско емитовање    | Српско емитовање    | Српски емитер |
| Сезона | Сезона | Епизоде | Премијера            | Финале               | Оригинални емитер | Премијера           | Финале              | Српски емитер |
| ------ | ------ | ------- | -------------------- | -------------------- | ----------------- | ------------------- | ------------------- | ------------- |
|        | 1.     | 52      | 8. март 2019.        | 27. децембар 2020.   |                   | 17. септембар 2021. | 17. септембар 2021. | ,             |
|        | 2.     |         | 6. јун 2021.         | н. п.                | н. п.             | н. п.               |                     | ,             |